# Foro Democrático para la Modernidad
Foro Democrático para la Modernidad (FODEM; en francés: Forum Democratique Pour La Modernite) es un partido político existente en la República Centroafricana.

## Historia
Formado por un grupo de economistas independientes en 1997. Posee un lineamiento liberal tendiente a negociaciones con la Unión Europea y sus sistema comercial. Su líder, Charles Massi, fue presentado como candidato a las elecciones de 1999 donde logró un 8° lugar con 1,31% de los votos. En los comicios siguientes volvió a presentarse y logró un 3,22% y para las elecciones de 2011 no presentaron candidato.

## Resultados legislativos
En las elecciones legislativas de 1998 lograron 1,83% de los votos obteniendo 2 de los 109 escaños. En esa oportunidad formaron parte de una coalición denominada UFAP (Unión de Fuerzas por la Paz).